# Obeliai
Obeliai ist eine Stadt in Litauen mit 1074 Einwohnern (2011). Sie gehört zur  Rajongemeinde Rokiškis und liegt 15 Kilometer östlich von Rokiškis, wenige Kilometer von der östlich verlaufenden Grenze zu Lettland entfernt. Sie ist das Zentrum vom Amtsbezirk Obeliai und Unteramtsbezirk Obeliai. Durch die Stadt fließt die Kriauna, im Südwesten liegt der See Obeliai.

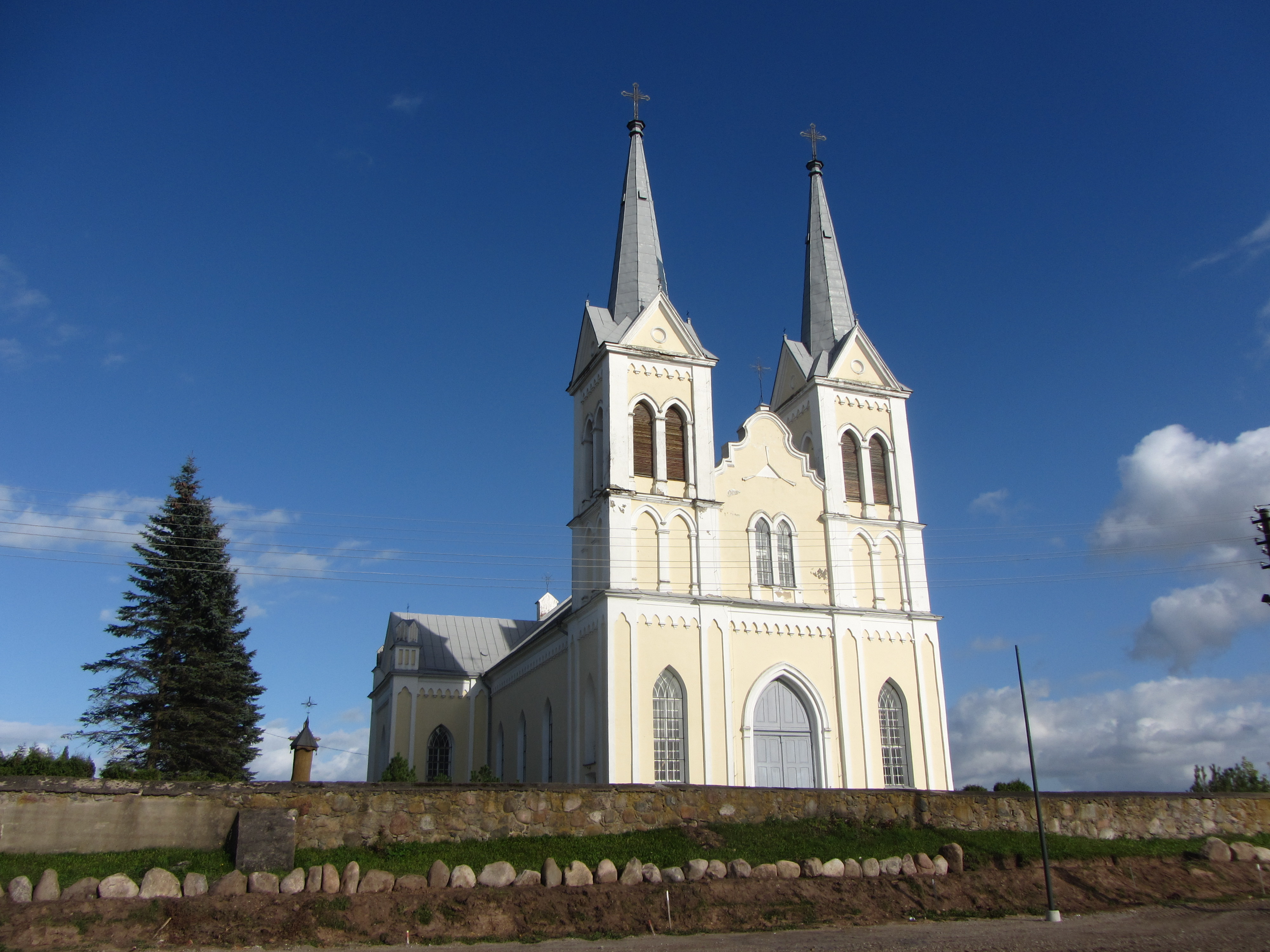
St.-Anna-Kirche

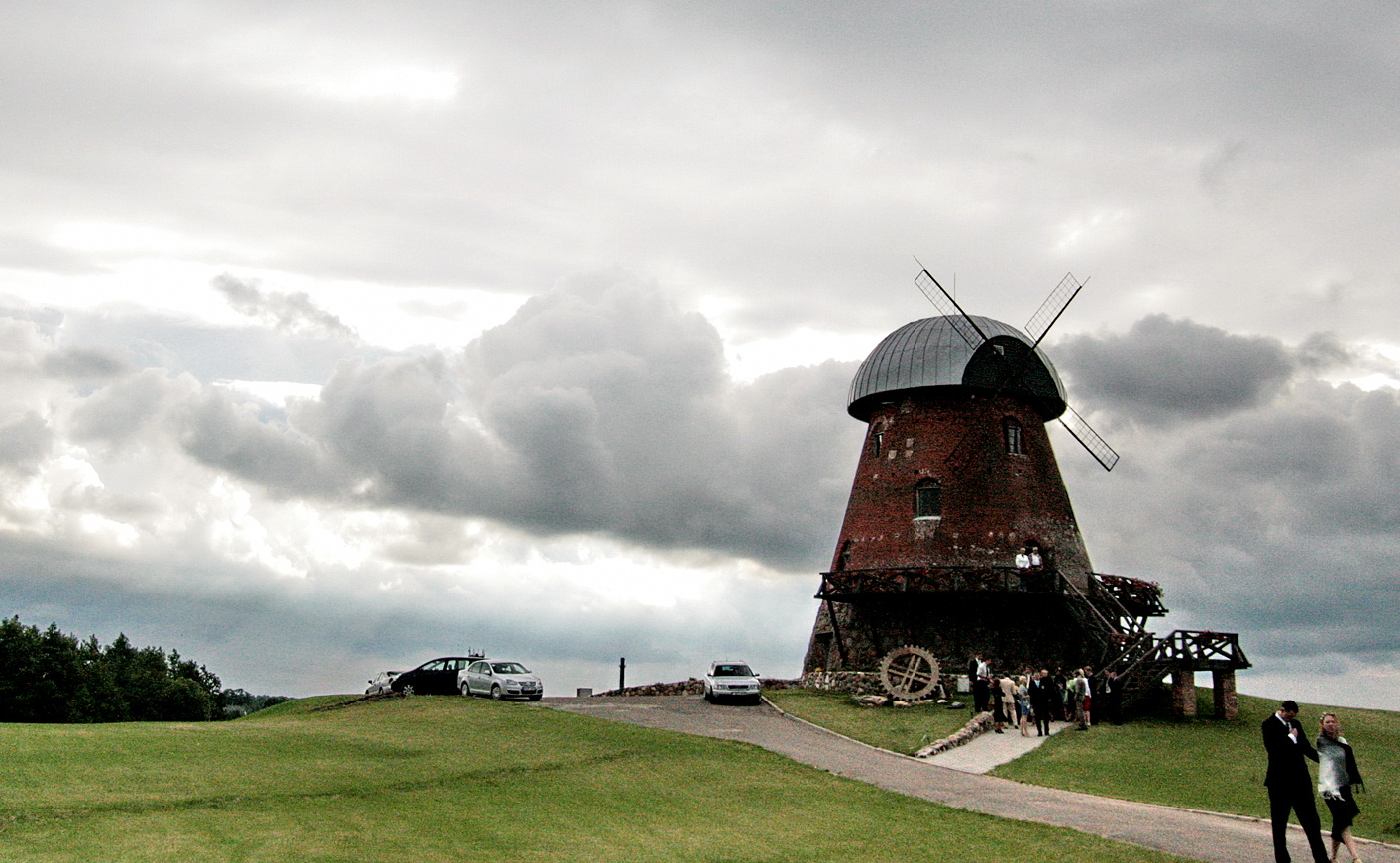
Windmühle

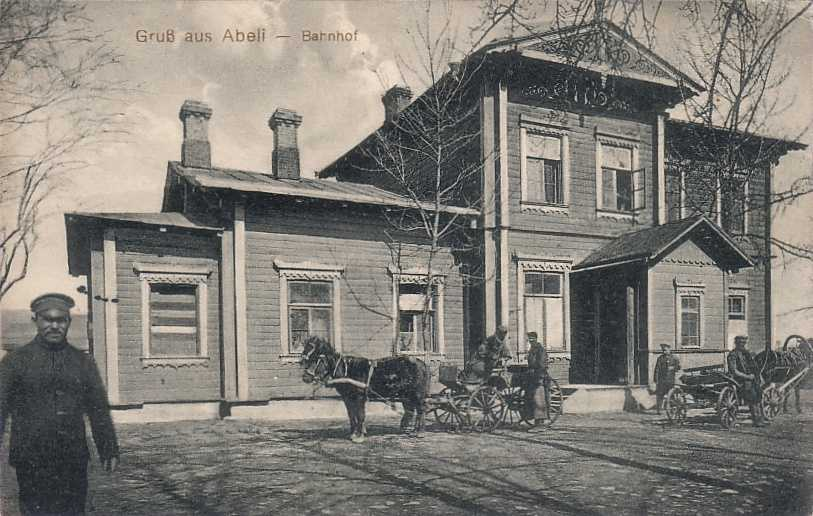
Bahnhof, 1916

1509 wurde der Gutshof Obeliai urkundlich in den Gerichtsakten erstmals erwähnt. 1529 gab es ein Städtchen (Obeliai) und Wolost. 1629 wurde die erste Kirche in Obeliai und 1868 die katholische Kirche St. Anna  errichtet. Es gibt ein Kinderheim, ein Gymnasium, eine Bibliothek (seit 1940), eine Kindergarten-Schule, ein Museum (seit 1998) und ein Postamt (LT-42006).

## Gemeindepartnerschaften
Partnergemeinde von Obeliai ist die deutsche Gemeinde Estenfeld in Bayern.

## Personen
- Bronisław Krzyżanowski (1876–1943), Politiker
- Eliezer Silver (* 15. Februar 1882 in Obeliai; † 7. Februar 1968 in Cincinnati), Rabbiner in den USA
- Jonas Macijauskas (1900–1981), sowjetischer Generalmajor
- Joe Slovo (1926–1995), südafrikanischer Politiker, in Obeliai geboren
- Jānis Reinis (* 13. Dezember 1960 in Obeliai), lettischer Theater- und Filmschauspieler
- Sigitas Parulskis (* 1965 in Obeliai), Lyriker, Dramatiker, Romanautor, Kritiker und Essayist